# Халиков, Ренат Рамильевич
Ренат Рамильевич Халиков (26 июня 1981, Мирный, Якутская АССР, РСФСР, СССР) — российский военнослужащий, полковник, командир 74-й отдельной гвардейской мотострелковой бригады 41-й гвардейской общевойсковой армии Центрального военного округа. Герой Российской Федерации (2024).

## Биография
Родился 29 июня 1981 года в городе Мирный Якутской АССР. 
С 1998 года в Вооружённых силах Российской Федерации, являлся курсантом Новосибирского высшего военного командного училища. В 2003 году после окончания училища, проходил службу на командных должностях в строевых частях Сухопутных войск Российской Федерации. В своё время Ренат Рамильевич был командиром  мотострелкового взвода и бригады. В 2020 году окончил Общевойсковую академию Вооружённых сил Российской Федерации в Москве.
С 2022 года участник вооружённого вторжения России на Украину. Продолжает нести службу.
После присвоения звания Героя Российской Федерации, Халиков был приглашён на церемонию вручения медали «Золотая Звезда» в Национальный центр управления обороной Российской Федерации, где получил медаль из рук министра обороны А. Р. Белоусова.
Однозначно эта награда всего личного состава бригады – всех моих солдат, всех моих офицеров, прапорщиков, потому что поставленную задачу мы выполнили всем коллективом. Прорвали оборону противника, тем самым создали большой плацдарм, перерезали дорогу, националисты не смогли подвести резервы, материальные средства. Другими словами, наше соединение создало все условия для последующих действий по разгрому врага. — командир Ренат Халиков 

## Звания и награды
- Герой Российской Федерации (Указом Президента Российской Федерации от 16 апреля 2024 года за мужество и героизм, проявленные при исполнении воинского долга, гвардии полковнику Халикову Ренату Рамильевичу присвоено звание Героя Российской Федерации с вручением знака особого отличия — медали «Золотая Звезда»)[5].
- Орден Александра Невского.
- Орден Мужества (два).
- Медаль Жукова.
- Другие награды.